# Colonia Bolívar (Araira)
La Colonia Bolivar en Araira fue una colonia de inmigrantes europeos (inicialmente franceses y luego en su mayoría italianos), fundada en 1874 en el estado Miranda de Venezuela.

## Historia
La colonización europea —en forma programada— empieza en Venezuela inmediatamente después de las guerras de independencia, que habían despopulado enormemente la nación sudamericana. En 1841 el general Castelli viajó a Italia, y trató de hacer llegar a Venezuela un barco con unos 300 italianos, que termino hundiéndose en el Mediterráneo apenas salido del puerto de Livorno (Toscana). En 1843 Agustín Codazzi trajo a La Guaira unos 389 inmigrantes alemanes, de los cuales 239 eran hombres y 150 mujeres, con el fin de construir y organizar el asentamiento de la recién creada Colonia Tovar (en Aragua), nombrada así en honor a los Tovar Ponte.
En 1874 el presidente Antonio Guzmán Blanco fundó dos colonias («Bolivar» y «Guzmán Blanco») en Venezuela y compró una extensa porción de las 2300 hectáreas de lo que era la antigua «Hacienda Araira» con la finalidad de crear una colonia agrícola con inmigrantes franceses al este de Caracas.
El 15 de enero de 1874 el Gobierno del General Antonio Guzmán Blanco promulga un decreto promoviendo la inmigración, especialmente de personas aptas para la agricultura, las artes y el servicio doméstico. Para coordinar todo el proceso se creó la Dirección General de Inmigración (1874) con sede en Caracas y dependiente del Ministerio de Fomento. Con ese contingente humano se quiso fomentar y organizar el establecimiento de colonias agrícolas en la República, con un beneficio importante para Venezuela, como lo fue el posible desarrollo de tierras con vocación agrícola hasta entonces baldías.
El 21 de septiembre de ese año, mediante decreto, el presidente Guzmán Blanco creó la Colonia Bolívar.  Los primeros en asentarse en el lugar fueron quince familias francesas: los Clement, los Olivier, los Penau, entre otros. No todos permanecieron mucho tiempo en el lugar. Según autoridades venezolanas estos franceses no eran agricultores y no se acostumbraron a la vida de campo en un lugar tropical, aunque localizado en la Cordillera de la Costa a casi 400 m de altura: fue un fracaso, por lo que se decidió hacer llegar sucesivamente un barco de italianos para repoblar la colonia.
Consiguientemente tres años más tarde, el 17 de febrero de 1877 llegaba al puerto de La Guaira el barco Il Veloce con 64 familias de origen italiano, específicamente de la pequeña ciudad de Lentiai (provincia de Belluno en el norte de Italia). Esas familias se asentaron con suceso en el entonces llamado Distrito colonial Bolívar, refundando la despoblada «Colonia Bolívar». En efecto cuando en 1882, los últimos colonos franceses dejaron definitivamente la colonia, el entonces gobernador de la Colonia, José Mara González, hizo gestión ante los italianos adjudicados a las cercanas haciendas de El Rincón, El Ingenio, Santa Cruz y La Siria de Guatire, a fin de que se ubicaran en la colonia. El Gobierno nacional, entonces, asignó oficialmente cada parcela a estas familias italianas.
Entre ellos estaban: los Begnosi, Bertorelli, Blondi, Brignole, Daló, Dal Magro, De Lion, Fanti, Fregona, De Girardi, De Min, Livinalli, Melcior (Melchor), Menegatti, Pittol, Pellin, Possamai, Sandon, Sponga, Sumabila, Zanella, Zanin, entre otros. 53 de las 64 familias permanecieron en la Colonia Bolívar durante toda su vida y algunos de sus descendientes permanecen aun en el sitio que les fue adjudicado a sus antepasados por haber sido pagado de acuerdo a lo estipulado en el contrato concordante con el Decreto del 14 de enero de 1874, por lo cual vinieron a Venezuela. 
Para 1897, de acuerdo con un registro del Ministerio de Fomento en Caracas, la Colonia Bolívar ya era mixta con una población de 523 venezolanos (la mayoría hijos de los primeros colonos italianos), 143 italianos, 10 franceses y 8 alemanes. Contaba con 73 parcelas, 302 hectáreas cultivadas y 372 sin cultivar. El Gobierno nacional sucesivamente fundó oficialmente el pueblo de Araira en 1900. En ese mismo año fue cancelada la Colonia Bolívar, quedando substituida por el Municipio de Araira.

PARA 1912 LOS INMIGRANTES Y SUS DESCENDIENTES O FAMILIARES ESTABLECIDOS EN ARAIRA  ERAN: 
1)Pueblo de Araira: Eugenio Beñosi (italiano), Ricardo Possamai (italiano), María Possamai (italiana, tenía tren de rayar yuca para almidón), Antonio Troján (venezolano), Juana Mares de Troján (italiana), María Loire de Pastry (francesa, plantación de café), Desiderio Fanti (italiano, tren de rayar yuca para almidón), María Moró de Delión (italiana, tren de rayar yuca para almidón, molino de maíz y siembra de café), Víctor Pitol (italiano, oficina para beneficiar yuca para almidón), Maximiliano Pitol (italiano, oficina para beneficiar yuca para almidón y potrero), Antonio Daló (italiano, siembra de café y potrero), Luis Fulda (alemán, siembra de café), Antonio y Carlos Fulda (venezolanos, en la posesión de su padre), Francisco Bristot (italiano, siembra de café), Mariana Demín de Begnosi (italiana), Pedro Porto (italiano, comerciante de víveres), Luis Delión (italiano, comerciante de víveres) y Luis Porto B. (venezolano, comerciante), y 38 familias venezolanas.2)Quebrada de Ceniza: Ángel Reveane (italiano, comerciante, potrero y siembras), Antonio Kiley (inglés, carpintero) y Pedro Jaspe (venezolano, en los terrenos que fueron de su tía la inmigrante francesa María Olivier de Jaspe), José Ruiz (español, siembra de cacao) y 16 familias venezolanas.3)Río Araira: Juan Stiz (italiano, siembras de conuco), José Gerardi (italiano, siembra de café), Magdalena Sandón de Zanella (italiana, siembra de conuco), Ángel Stiz (italiano, siembra de conuco), y 15 familias venezolanas.4)Santa Rosalía: No vivían familias de los inmigrantes sino 9 familias de origen venezolano.5)Quebrada Canela: Pedro Dalmagro (italiano, tren de rayar yuca para almidón, potrero y conuco), Francisco Melchor (Marchioro) (venezolano, conuco, siembra de café y potrero), Federico Salazar (español, café y conuco), y 8 familias venezolanas.6)El Bautismo: No vivían familias de los inmigrantes sino 17 familias venezolanas con siembras de café y conucos.7)San Rafael: Luis Zanella (italiano, siembra de café). Dra. Angelina Chitty Pittol

En 1912 se contaban unos 800 habitantes en Araira, que habían empezado a desarrollar una pujante agricultura local basada especialmente en la producción de mandarinas. En 2015 Araira con sus 25 000 habitantes es la capital de la Parroquia Bolívar (nombre heredado de la Colonia Bolívar) en el Municipio Zamora, a unos 40 km al este del área metropolitana de Caracas.
Actualmente los Italo-venezolanos de Araira —descendientes de los que emigraron de Italia en 1874, como los Zanella— son una bastante rica comunidad de casi 2000 personas que en sus fincas han desarrollado principalmente la producción y el comercio en toda Caracas y su área regional en el centro-norte venezolano de la Mandarina de Salmeron en Salmeron, considerada la mejor de Venezuela.

## Gobernadores de la «Colonia Bolívar»
En la colonia hubo trece gobernadores entre 1874 y 1900, durante los 26 años de su existencia:
| Nombre                  | Periodo   |
| ----------------------- | --------- |
| Félix María Domínguez   | 1874-1875 |
| Luis Charbonier         | 1875-1876 |
| Pedro Porto             | 1876-1879 |
| José María González     | 1879-1885 |
| Federico Pacheco Jurado | 1885-1886 |
| Heriberto Paúl          | 1886-1888 |
| Víctor M. Bigott        | 1888-1891 |
| Lalo Borges             | 1891      |
| José María González     | 1891-1894 |
| Guillermo Tell Carranza | 1894-1895 |
| Máximo Tirado           | 1895-1896 |
| Natividad Rojas         | 1896-1899 |
| J. P. Borges Requena    | 1899-1900 |